# Ministry of War Transport
 (octobre 2024).
Si vous disposez d'ouvrages ou d'articles de référence ou si vous connaissez des sites web de qualité traitant du thème abordé ici, merci de compléter l'article en donnant les références utiles à sa vérifiabilité et en les liant à la section « Notes et références ».
Le Ministry of War Transport (en anglais : ministère des Transports de guerre), ou MoWT, est un département du gouvernement britannique formé au début de la Seconde Guerre mondiale pour contrôler la politique et les ressources en matière de transport. 

## Historique
Le Ministry of War Transport est fondé le 1er mai 1941, lorsque Frederick Leathers est nommé ministre des Transports de guerre. 
À la suite des élections générales de juillet 1945, Alfred Barnes est nommé ministre des Transports de guerre, restant en poste après que le département soit rebaptisé ministère des Transports en avril 1946.

## Description
Le Ministry of War Transport est formé en fusionnant le ministère de la marine marchande et le ministère des transports, ramenant la responsabilité de la navigation et du transport terrestre à un seul département et atténuant les problèmes de coordination des transports en temps de guerre.